# Joan Escot Eriúgena
|  | No s'ha de confondre amb Joan Duns Escot. |

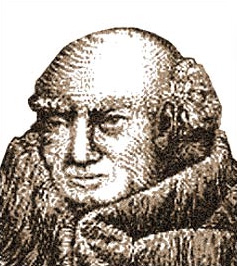
Escot Eriúgena

Joan Escot Eriúgena (llatí: Johannes Scottus Eriugena; Irlanda, aprox. 810 — Irlanda, 877), també conegut com a Joan l'Escot o simplement Escot Eriúgena, fou un teòleg, filòsof neoplatònic i poeta irlandès. Es va moure en l'àmbit de la cort de Carles II el Calb, rei de França, dins el que s'ha conegut com a renaixement carolingi.
Se'l coneix per haver traduït i comentat el pseudo-Dionís i cal no confondre'l amb el beat Joan Duns Escot, també teòleg i filòsof, però escocès i del segle xiii. Les seves obres conegudes són:
- De praedestinatione (Sobre la predestinació), en què tracta alguns dels problemes ja plantejats per Agustí d'Hipona: el destí de l'ésser humà, l'eternitat i la gràcia divina.
- Periphyseon o De divisione naturae (Sobre la divisió de la natura), la seva obra magna. Consta de 5 llibres, dels quals el primer és el que ha estat més analitzat. Està presentat com a diàleg entre un alumne i el seu mestre.
- Expositio in Hierarchiam celestem Dionysii (Exposició de la "Jerarquia celeste" de Dionís).
- Un comentari sobre l'evangeli de sant Joan.
- Una homilia sobre el pròleg de l'evangeli de sant Joan.

Una llegenda posterior deia que havia partit martiri a Anglaterra, on havia fugit i era abat de Malmesbury, on fou mort pels seus deixebles. Aquesta història sense fonament l'identificava amb un venerat màrtir anomenat Joan de Malmesbury.

## Doctrina filosòfica

### Coneixement
Escot Eriúgena dona prioritat al coneixement com a camí per arribar a la veritat. Afirma: no hi ha pitjor mort que romandre en la ignorància de la veritat. Aquesta és una visió més intel·lectualista, significativament diferent d'altres autors, que defensen la importància d'una vida exclusivament virtuosa, amb sacrificis. En el cas d'Escot Eriúgena, allò important és cercar obsessivament la veritat, responent sense donar lloc a dubtes.
Segons Escot Eriúgena, l'ésser humà se sent debilitat pel pecat, que li treu part del seu ésser. Per això cerca la seva força en la veritat, en un argument que recorda l'intel·lectualisme socràtic: qui coneix el bé, farà el bé. Mentre no conegui la veritat, l'individu trontollarà.
L'ésser humà troba en la Bíblia la seva primera font per conèixer la veritat. La revelació de Crist és el camí menys difícil per a arribar a la veritat (el camí més complicat és mitjançant la filosofia). Per a Escot, filosofia i teologia no es contradiuen, ja que ambdues coincideixen a cercar la veritat, que és única. Aquesta veritat es troba en les Sagrades Escriptures.
De tota manera, les Escriptures tenen dos sentits: un de literal i un de més profund. El sentit literal és per a totes les persones, especialment les més simples. Però la fe del que només segueix el sentit literal no és la d'aquell que és conscient de posseir una ànima racional, que li permet interpretar les dades revelades.
En el món, l'autoritat humana ha de procedir de la recta raó, i no pot ser que la raó procedeixi de l'autoritat, missatge que Escot Eriúgena adreça especialment a les autoritats i als pares de l'Església. Tota argumentació que no es doni per bona amb la raó, s'ha de rebutjar.

### Natura
La preocupació fonamental d'Escot Eriúgena se centrava en la dialèctica (lògica), que entenia com la ciència de raonar correctament. Aquesta ciència tenia com a fonaments dos processos: el que va d'allò específic al general, i el que va d'allò general al concret. No obstant això, a Escot Eriúgena no li interessava tan sols la part analítica de la dialèctica, sinó també allò que la sostenia, el seu sentit. Per això, creia que l'estudi de la dialèctica en realitat havia de ser l'estudi de la natura, ja que tan sols partint de la natura es pot acceptar l'existència d'oposicions i contrarietats, la principal de les quals és la possibilitat de poder i no poder ser. És en aquest sentit que la natura és en realitat el tot, ja que és la reunió del que és i del que no és.
Escot Eriúgena defineix explícitament què significa no-ésser. D'aquesta manera, imposa criteris per parlar amb propietat de les formulacions teològiques negatives, sense caure en la indefinició del no-res de Parmènides. Els cinc àmbits de no-ésser són:
- La realitat divina (Déu), ja que transcendeix totes les criatures i les essències, i només es pot conèixer a partir dels seus accidents i fenòmens; es tracta d'una realitat a què l'ésser humà no té accés. Déu no pot ser en la mateixa manera en què l'individu és, ja que resultaria una ofensa.
- El que s'afirma de l'ordre inferior i es nega del superior, i viceversa. Representa l'essència de cada ésser, i està vinculada a les característiques pròpies de l'ésser mitjançant una jerarquia. Per exemple: un tinent no és capità, una aranya no és un mamífer.
- Les coses que s'escapen als nostres sentits perquè resten ocultes en la natura; allò que encara no és però serà, és una possibilitat, una potència vital. Aquest àmbit està basat en la teoria de les rationes seminales d'Agustí d'Hipona.
- Tot el que resta subjecte a generació i corrupció per relació al que és etern i immutable, allò que està en el camp de l'esdevenir: si se li diu que és al que és etern, no ho serà el que no ho és, el que no té forma definitiva.
- L'individu actual que ha perdut la gràcia divina, enfront de l'individu que la recupera. L'individu pecaminós.

També planteja la divisió de la natura en les quatre espècies de la physis. Podem distingir aquella part de la natura que:
1. No és creada, i és creadora. És Déu en tant que u i Trinitat, l'ésser humà en pot veure la seva obra, els seus efectes.
2. És creada, i creadora. El logos, les idees. Simbòlicament, Jesucrist. Es tracta d'un element propi de la mentalitat neoplatònica, com en el cas de Plotí. En aquest àmbit regna el món de l'esperit i la llibertat. És remarcable el fet que no considera que les idees siguin per si mateixes, sinó com a manifestacions de Déu: això suposa una crítica força dura a la idea platònica. Forçant la interpretació de la teoria d'Escot Eriúgena, es podria discutir si l'ésser humà es troba aquí, però el seu lloc és a cavall entre la segona i la tercera, amb algunes interpretacions teològiques que col·loquen l'ànima com a segona espècie, i el cos humà com a tercera. En clau agustiniana, també és raonable situar l'humà interior com a segona espècie, i l'humà exterior com a tercera.
3. És creada, però no creadora. És el món creat, visible. En aquesta espècie, regna la determinació de les coses.
4. No és creada ni creadora. Déu en si mateix i com a fi de totes les coses, s'hi acaba tot. També representa l'impossible, el que no es pot explicar. Del Déu de la primera espècie, en podem tenir alguna idea, però no del de la quarta.

Aquesta distinció rebé objeccions per part de l'Església. En primer lloc, Escot Eriúgena planteja un significat molt ambigu del sentit del verb crear. A més, la segona espècie és identificada amb el Fill, com a logos diví, però no és acceptable afirmar que una part de Déu sigui creada, ja que es contradiu amb el que s'especifica en la Bíblia: el Fill fou engendrat, i no creat, per part del Pare. Per tant, aquesta classificació podria ser tinguda com a lleugerament herètica i, per tant, no convencé mai del tot l'Església.
En opinió de Francesc J. Fortuny, l'última espècie d'Escot Eriúgena marca la vella arque grega, l'origen de tot, en tant que superésser, però hi afegeix la noció d'impossible, de l'ésser que no pot ser. D'aquesta manera, es capgira l'esquema present en la filosofia grega: l'origen és vist també com a punt final, la naturalesa de l'arkhé no és en aquest cas produir sinó tancar-se en si mateixa. Així, es cristianitza el concepte de causa final aristotèlica, i se sintetitza la noció de Déu creador, com a causa eficient del món, i de Déu com a causa final: Déu és la mateixa causa original, però pot ser vista des de dos àmbits diferents.
Escot Eriúgena, a partir d'aquestes qüestions, proposa l'existència de dues teologies:
- l'apofàtica, que defensa que res de la creació de Déu no pot dir-se d'ell, ni literalment ni realment. Es tracta, doncs, d'una teologia negativa;
- la catafàtica, que defensa que totes les coses que se'n poden predicar es poden dir metafòricament. Així, el que es diu en la Bíblia ha de ser interpretat metafòricament; en cada verset hi ha innombrables significats. Es tracta d'una teologia positiva.

Les dues teologies que proposa no són incompatibles entre si, sinó que s'han d'entendre com dos mètodes diferents per a explicar la mateixa realitat.